# Ребристый рагий
Ра́гий ребри́стый, или ра́гий-сы́щик (лат. Rhagium inquisitor) — массовый вид жуков подсемейства усачиков (Lepturinae) семейства усачей (Cerambycidae). Олиготипный вид, в котором насчитывается пять географически разделённых друг от друга подвидов и один вариетет в номинативном подвиде, который распространён там же, где встречается и сама типовая форма номинативного подвида. Населяет хвойные леса. Личинка развивается под корой валежин всех хвойных пород, изредка и в лиственных. Полный цикл развития вида длится год. Жизненный цикл вида длится два года. Рядом с личинкой рагия-сыщика могут развиваться личинки и других усачей из разных подсемейств, это сибирский серый длинноусый усач (Acanthocinus carinulatus) (из подсемейства ламиин), Tetropium gracilicorne (из подсемейства спондилидин) и некоторые др.

## Распространение
Распространён на территории всей Голарктики, то есть в Евразии от берегов Атлантического океана до берегов Тихого океана, в Северной Африке и Северной Америке.

## Морфология
Взрослый жук длиной от 14 до 20 мм; характеризуется наличием резко выраженных продольных рёбрышек на надкрыльях. Яйцо длиной 1,8 мм, и в поперечнике 0,5 мм. Личинка длиной 27—35 мм и ширина головной капсулы 6—6,5 мм; отличается от личинок других рагий широкой головой, не втянутой в переднегрудь. Куколка длиной от 16 до 22 мм; характеризуется бугровидными припухлостями на боках брюшных стенитов, которые покрыты длинными игловидными щетинками.

### Имаго

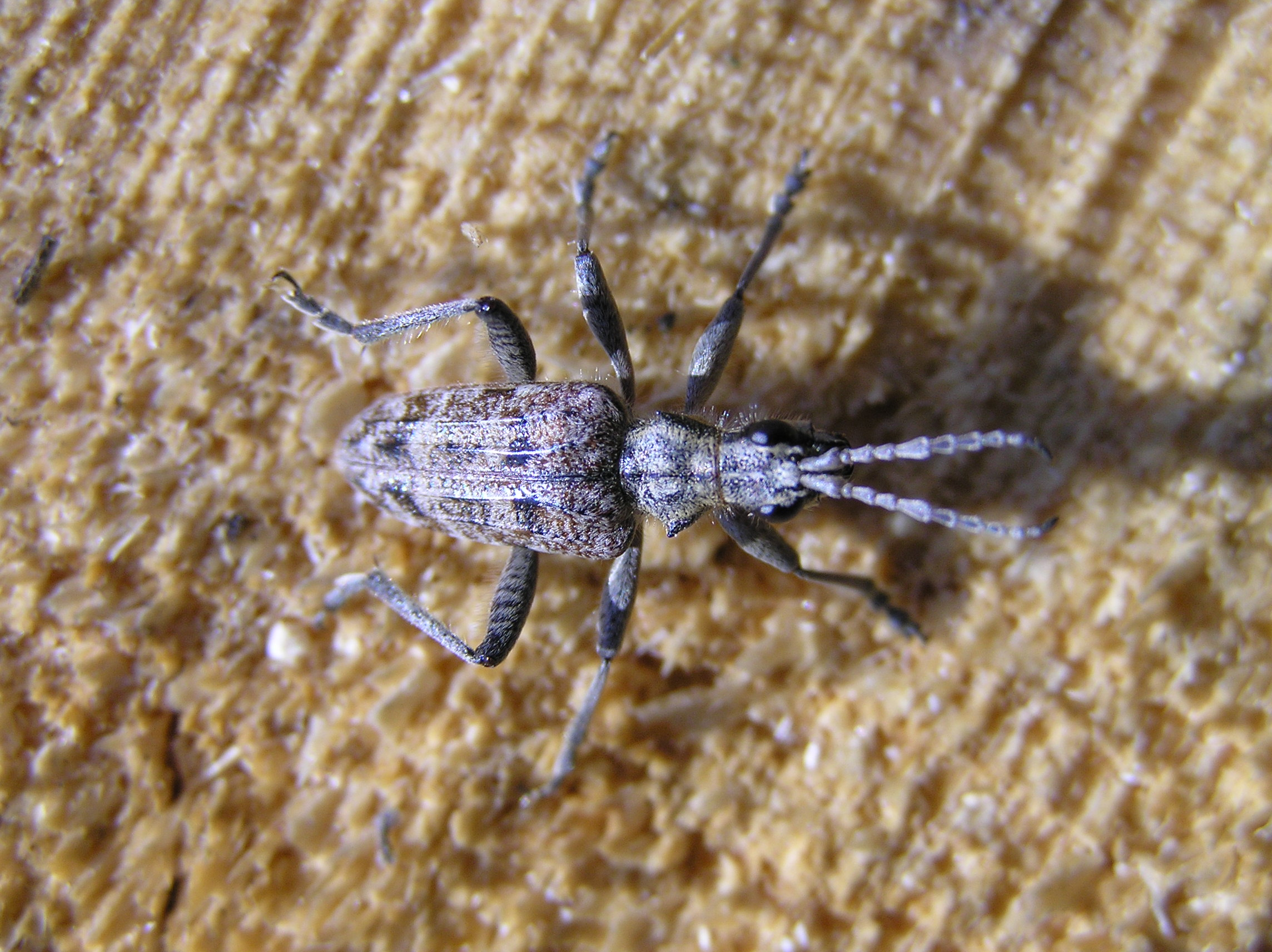
Имаго

Тело чёрное. Надкрылья пёстроокрашенные, обычно чёрные с поперечными желтоватыми или сероватыми перевязями. Иногда в задней трети заметны более чёрные перевязи.
Голова в грубой пунктировке, в мелких серых прилегающих волосках, за глазами выше и ниже висков в длинных торчащих волосках. Виски короткие гладкие голые, позади скошенные, не выступающие. Шея длинная вытянутая. Усики короткие, вершиной заходят за переднеспинку, на основании сближены ко второй половине заметно утолщены, начиная с шестого членика матовые, в мелких прилегающих волосках.
Переднеспинка к вершине более, к основанию менее суженная перед вершиной с широким перехватом, у основания с поперечной бороздкой, на боках с острыми щетинковыдно-вытянутыми приподнятыми к верху буграми, в неровной грубой пунктировке, в прилегающих сероватых волосках, посередине с гладкой продольной полоской. Щиток треугольной формы плоский, в основании широкий, в редких точках и в прилегающих волосках (по бокам). Надкрылья выпуклые, на вершине закруглённые, с продольными приподнятыми гладкими рёбрышками, в грубой неровной пунктировке, в поперечных приподнятых морщинках, в неровном прилегающем волосяном покрове. Низ тела в прилегающих и полуприлегающих волосках.

### Яйцо
Яйцо вытянутой формы, на полюсах закруглённое белое, в одной половине более расширенное, Хорион в плотной сетчатой ячеистой скульптуре.

### Личинка

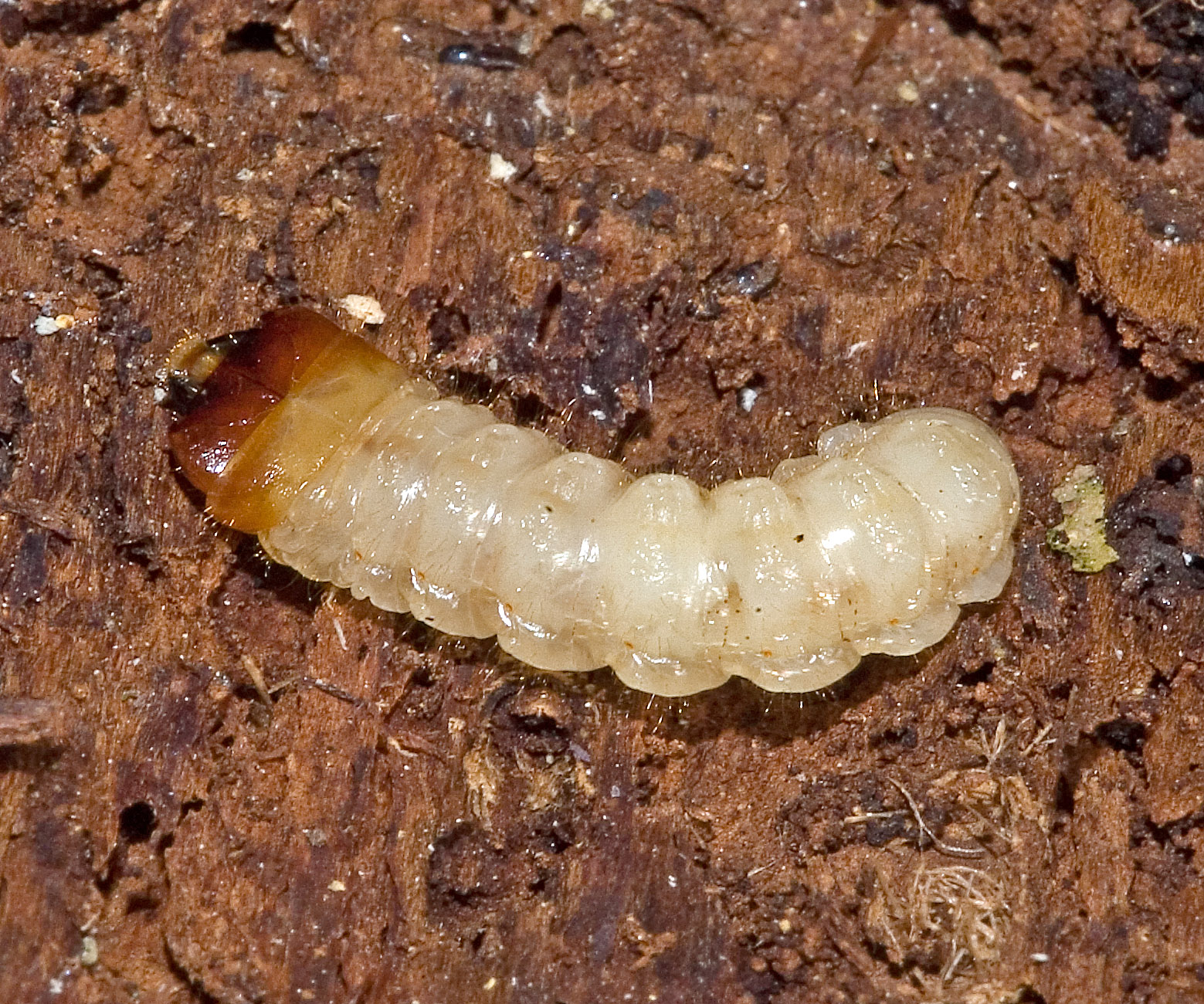
Личинка рагия-сыщика

Тело белое. Голова рыжевато-красная. Верхние челюсти чёрные. Переднеспинка на переднем крае с белой каймой. Перед серединой с поперечной рыжей полосой.
Тело вытянутое. Голова широкая плоская, на переднем крае приплуснутая, на боках закруглённая, к основанию более суженная. Эпистома плоская треугольная с хорошо выраженными швами (sutura frontalis, 8. medialis), не середине по бокам от продольного шва с ямковидным углублением, которое несёт по две щетинки, на переднем крае с длинными волосовидными щетинками, которые образуют обычно четыре скопления. Наличник крупный трапециевидный гладкий. Верхняя губа поперечно-овальная, на основании гладкая, в передней половине в длинных густых щетинках. Гипостома сплошная слабовыпуклая, на боках отграничена параллельными швами, посередине с белой продольной полосой, в задней половине с двумя поперечно исчерченными вмятинами, в передней половине по бокам от продольной белой полоски с длинными волосковидными щетинками.
Переднеспинка поперечная плоская, к основанию заметно суженная, на боках в длинных, на основании в густых коротких волосках, которые образуют поперечную полоску, на переднем крае в редких волосках которые образуют поперечный ряд. Щит переднеспинки плоский гладкий, от общей поверхности неотделённый. Грудные ноги хорошо развитые, в длинных щетинках, с маленьким слабосклеротизированным коготком. Дистальные двигательные мозоли умеренно выпуклые, разделены общей продольной бороздой, темя поперечными бороздками, на боках более или менее грунулированные. Вентральные двигательные мозоли с двумя поперечными рядами гранул, которые разделены поперечной бороздкой. Девятый брюшной тергит на вершине узкозакруглённый, без шипа или острия, в передней половине на боках с косо расположенными узкими бороздковидными вмятинами, на задней половине в длинных волосках.
При изучении личинки рагия-сыщика под электронным микроскопом открыто, что усики представлены третьим длинным и четвёртым коротким волосовидными сенсиллами, третьей базальной сенсиллой и конусом усиков. На чувствительном усиковом конусе найдено отверстие, окружённое кольцом расположенное близ дорсальной вершины и основания конуса. Вероятно сенсорный конус выполняет функцию обоняния. Максиллярные щупики состоят из трёх частей: на дистальной части — были открыты стилоконическая и базиконическая максиллы. На латеральных частях дистальных долей щупиков располагается пальцеобразная сенсилла. На отверстии губных щупиков, на сенсорной пластинки, открыто 13 сенсилл: 5 базиконических, 6 обычных стилоконических и 2 стилоконические с подушкообразны кутикуловым валиком.

### Куколка
Тело коренастое. Голова умеренно подогнутая, на переднем крае около основания наличника с толстыми щетинками, которые образуют поперечный ряд, прерванный посередине, около основания усиков и позади глаз в длинных щетинках. Усики короткие прижатые к бокам.
Переднеспинка на диске слабовыпуклая, около вершины с резким перехватом, на боках с оттянутыми приподнятыми к верху буграми, на задних углах придавленная, на переднем приподнятом и заднем крае с толстыми щетинками, которые образуют поперечный ряд, в передней половине на диске на боковых углах в тонких щетинках. Среднеспинка на основании, заднеспинка по бокам на середине с мелкими щетинками.
Брюшко в области третьего-пятого тергитов немного расширенное, к вершине суженное. Брюшные тергиты выпуклые, преимущественно в задней половине с острыми щетинконосными шипиками, которые образуют поперечный спутанный ряд. Стерниты брюшка на боках бугровидно-выпуклые, в этом месте в длинных щетинках. Вершина брюшка с крупным склеротизированным шипом, пригнутым книзу. Генитальные лопасти у самок полушаровидные, смежно сидящие.

## Развитие

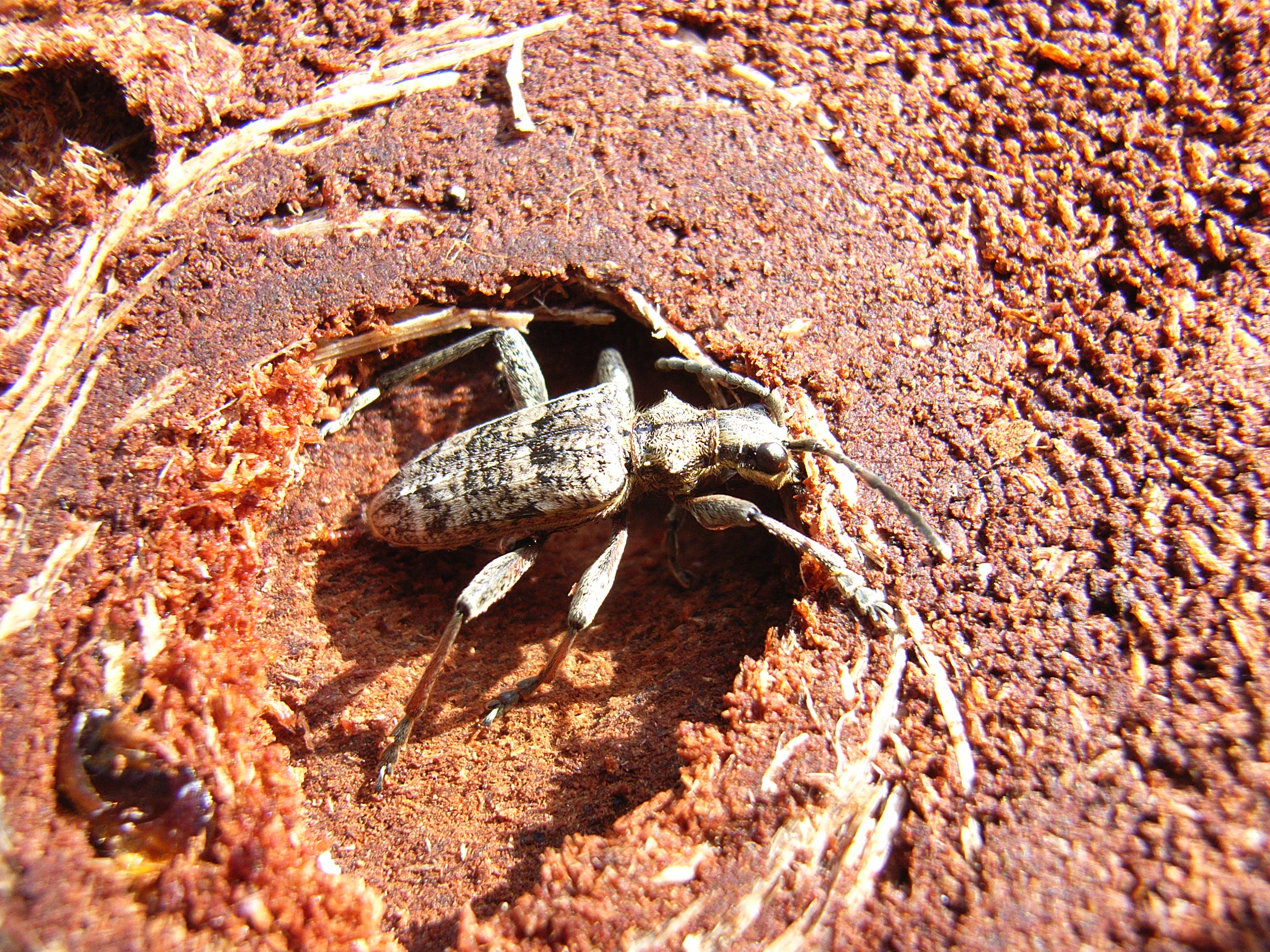
Имаго в куколочной колыбельке

Самка откладывает яйца в щели коры, иногда группками по нескольку штук на одном месте. За жизнь самка способна отложить от 49 до 120 яиц.
Спустя 14—20 дней из яиц появляются личинки, которые вбуравливаются в кору, прокладывают там ходы, забивают их буровой мукой. При этом они разрушают луб, не задевая заболони. Личинки зимуют. После зимовки личинки снова продолжают делать ходы, которые принимают извилистую или площадковидную форму. В конце лета и в начале июля личинки в конце хода строят колыбельку, чуть углубляя её в верхнем слое древесины, по бокам обкладывают крупной волокнистой буровой мукой и окукливаются. Длина колыбельки от 20 до 25 мм, и шириной 15—16 мм. Толщина слоя буровой муки вокруг колыбельки варьируется от 5 до 18 мм.
В Западной Сибири массовое окукливание наблюдается во второй половине июля и в августе. Первые куколки появляются в конце июля, запоздалые встречаются до середины сентября. Отрождение молодых жуков совершается преимущественно в августе и в сентябре. Зимуют взрослые жуки. Следующим летом жуки приступают к размножению.
Личинка, подготавливающаяся к окукливанию весит от 180 до 550 миллиграмм, перед окукливанием уже 120—540 мг, а куколка от 74 до 340 мг, вес же имаго всего 54—270 мг.

## Экология
Ребристый рагий населяет хвойные насаждения. Время лёта жуков: с мая по июль. Личинки заселяют усыхающие деревья, ветровальные валежины, пни, заготовленные брёвна лиственницы (Larix), кедра (Cedrus) (кедр ливанский, кедр атласский), сосны (Pinus), ели (Picea) и тсуга (Tsuga), но большее предпочтение отдаёт пихте (Abies) (пихта белая). Кормовым растением подвида R. i. cedri является кедр ливанский (Cedrus libani var. atlantica). Но могут также развиваться и в лиственных деревьях, например, в Сибири отчасти заселяют берёзу (Betula), а также бук (Fagus), дуб (Quercus) и тополь (Populus). Однако, несмотря на такое количество пород кормовых растений рагий-сыщик более разборчив, чем чернопятнистый рагий (Rhagium mordax) и двухполосый рагий (Rhagium bifasciatum), и более точный в выборе хвойной породы.

### Естественные враги
Из перепончатокрылых насекомых на личинках ребристого рагия паразитируют наездники из семейств браконид (Doryctes leucogaster) и ихневмонид (Xorides irrigator, Xorides rufipes, Echthrus reluctator).

## Изменчивость
Весьма изменчив по скульптуре и окраске, не образующий, однако, стойких отклонений.
| Подвиды           | Автор                | Синонимы                                                                                   | Распространение и описание |
| ----------------- | -------------------- | ------------------------------------------------------------------------------------------ | --- |
| Rh. i. cedri      | Raymond & Reid, 1953 |                                                                                            | Испания, Алжир, Марокко. |
| Rh. i. fortipes   | Reitter, 1898        | * Rhagium fortipes Plavilstshikov, 1916                                                    | юго-восток Турции. |
| Rh. i. inquisitor | (Linnaeus, 1758)     | * Rhagium iberonis Ericson, 1916 * Rhagium papayanum Podany, 1978                          | Албания, Алжир, Австрия, Бельгия, Болгария, Хорватия, Чехия, Дания, Финляндия, Франция, Германия, Греция, Венгрия, Италия, Люксембург, Монголия, Нидерланды, Норвегия, Польша, Португалия, Румыния, Россия, Сербия, Сицилия, Словакия, Словения, Испания, Швеция, Швейцария, Турция, Великобритания. |
| Rh. i. rugipenne  | Reitter, 1898        | * Rhagium rugipenne (Reitter) Plavilstshikov, 1916 * Rhagium rugipenne sibiricum Pic, 1905 | Китай, Северная Корея, Южная Корея, Монголия, европейская Россия. Волосяной покров надкрылий серый, сильно пятнистый, иногда одноцветно-тёмный; морщинки и рёбрышки развиты очень сильно, чёрные, блестящие. Усики короткие, самое большее двумя последними заходит за основание переднеспинки.      |
| Rh. i. stshukini  | Semenov, 1897        | * Rhagium minimum Podaný, 1964 * Rhagium stshukini Plavilstshikov, 1916                    | Турция, Кавказ. Отличается от других подвидов более гладкими надкрыльями и светлой окраской. Волосяной покров надкрылий почти одноцветный, бледный; морщинок нет или едва заметны. Усики заходят за основание переднеспинки вторым или третьим последними члениками.                                 |

У номинативного подвида имеется один вариетет:
- Rhagium inquisitor inquisitor var. sudeticum Plavilstshikov, 1916